# Combat d'Alto Hospicio
Guerre civile chilienne de 1891
Batailles
- Zapiga
- Alto Hospicio
- Punitaqui
- Pisagua
- Dolores
- Huara
- Pozo Almonte
- Calderilla (naval)
- Concón
- Placilla

Le combat d'Alto Hospicio est livré le 23 janvier 1891 pendant la guerre civile chilienne de 1891, lors de la campagne du nord. 

## Déroulement
La première tentative du commandant Valenzuela pour reprendre le port de Pisagua tombé aux mains des rebelles s'étant soldée par un échec le 21 janvier précédent, les gouvernementaux, qui ont reçu des renforts, renouvellent leur attaque deux jours plus tard. Arrivés par train de Negreiros, ils se déploient à Alto Hospicio, à proximité de Pisagua. Les congressistes commandés par le colonel Estanislao del Canto (en) sont près de moitié moins nombreux que leurs adversaires et n'ont aucun canon à leur opposer mais ils bénéficient du soutien de l'artillerie de la corvette Magallanes et du transport Cachapoal. 
Des soldats gouvernementaux se rallient aux rebelles et rejoignent leurs rangs où ils sont accueillis à bras ouverts. Il s'agit cependant d'une ruse, et les prétendus déserteurs neutralisent rapidement les rebelles trop confiants. Leurs premières défenses enfoncées, la situation des congressistes est désespérée : dans l'après-midi, les gouvernementaux se répandent dans le port tandis que les rebelles en déroute réembarquent sur leurs navires.

## Sources
- Agustin Toro Dávila, Sintesis historico militar de Chile, Editorial universitaria, Santiago, Chili, 1976,  (ISBN 8483402564) (OCLC 21338219)